# Karin Röpke
Karin Röpke (* 24. Januar 1955 in Bremen) ist eine deutsche Politikerin (SPD). Sie war vom 20. März 2002 bis zum 11. Oktober 2006 Senatorin für Arbeit, Frauen, Gesundheit, Jugend und Soziales in Bremen. 

## Biografie
Karin Röpke studierte nach dem Realschulabschluss von 1971 bis 1976 und schloss das Studium als Dipl.-Verwaltungswirtin (FH) ab. 
1986 trat sie der SPD bei. Nachdem sie von 1985 an für verschiedene Senatoren gearbeitet hatte, wurde sie 1996 Geschäftsführerin der SPD-Bürgerschaftsfraktion. Dieses Amt übte sie bis zu ihrer Ernennung zur Senatorin im März 2002 aus.
Röpke wurde 2002 als Nachfolgerin der tödlich verunglückten Senatorin Hilde Adolf in den Senat Scherf II als Senatorin für Arbeit, Frauen, Gesundheit, Jugend und Soziales berufen. Bürgermeister Henning Scherf berief sie nach der Bürgerschaftswahl am 25. Mai 2003 auch in den Senat Scherf III.
Röpke übernahm am 11. Oktober 2006 die politische Verantwortung für den Tod eines von der Sozialbehörde betreuten Kindes und trat von ihrem Amt zurück. Im Fall Kevin wurde ein Kind mutmaßlich vom drogenabhängigen Ziehvater getötet und im Kühlschrank versteckt. Dem Ziehvater hatte die Sozialbehörde zuvor das Arbeitslosengeld II gestrichen.
Am 19. Juli 2007 wurde sie trotz heftiger Widerstände in der Opposition – aber auch in der eigenen Fraktion – zur Direktorin der Bremischen Bürgerschaft berufen. Bürgerschaftspräsident Christian Weber (SPD) war erst in der vorhergehenden Legislaturperiode durch eine Änderung des Beamtengesetzes in die Lage versetzt worden, diesen Posten freihändig zu besetzen. Nach massiven öffentlichen Protesten verzichtete sie vier Tage später auf diese Berufung.
Am 3. Juli 2007 wurde sie Geschäftsführerin der RW Energie Management GmbH. Diese Tätigkeit übte sie gemeinsam mit Reinhold Wetjen bis zur Liquidation des Unternehmens 2016 aus.